# Lages
Lages is een gemeente in de Braziliaanse deelstaat Santa Catarina. De gemeente telt 164.981 inwoners (schatting 2022).

## Aangrenzende gemeenten
De gemeente grenst aan Bocaina do Sul, Campo Belo do Sul, Capão Alto, Correia Pinto, Otacílio Costa, Painel, Palmeira, São Joaquim, São José do Cerrito en Bom Jesus (RS).

## Religie
De plaats is de zetel van het rooms-katholieke bisdom Lages.

## Verkeer en vervoer
De plaats ligt aan de wegen BR-116, BR-282, BR-475 en SC-114.

## Geboren
- Nereu Ramos (1888-1958), president van Brazilië (1955-1956)
- Aleida Schweitzer (1938), pianiste
- Raimundo Colombo (1955), gouverneur van Santa Catarina